# Понтиус, Крис (актёр)
Кристофер Эндрю По́нтиус (англ. Christopher Andrew Pontius; род. 16 июля 1974, Пасадина, Калифорния) — американский актёр и каскадёр. Он наиболее известен как участник каскадерского реалити-шоу «Чудаки» и соведущий его спин-оффа «Дикари» вместе со своим коллегой Стивом-О.

## Биография
Понтиус вырос на семейном ранчо в Сан Луис Обиспо, Калифорния. Его главным увлечением было катание на скейтборде. Во втором номере скейтерского журнала Big Brother была опубликована фотография, на которой он съезжал на скейте по перилам. Восьмой номер журнала включал в себя интервью с Крисом и его первое появление в голом виде, несмотря на то, что ему тогда ещё не исполнилось 18 лет. В следующем номере была опубликована его первая статья для журнала «18 способов стать засранцем».
Понтиус проработал в Big Brother до 1999 года, после чего был уволен за отлынивание от участия в туре. После ухода из журнала, Крис переходил с работы на работу, включая поденную работу в закусочной Jamba Juice и временную должность в брокерской конторе Charles Schwab Corp. После нескольких месяцев он вернулся в журнал со статьей «Жизнь после Большого брата», в которой он описал свои злоключения в мире «с 9 утра до 5 вечера». В 2000 году он присоединился к редактору журнала Джеффу Треймэну и Джонни Ноксвиллу в команду «Чудаков».

## Личная жизнь
Понтиус женат на Мэй Понтиус. Их сын родился в 2019 году. Ранее он был женат на Клэр Нолан с 2004 по 2013 год.
Понтиус является вегетарианцем.

## Фильмография
| Год       |   | Русское название            | Оригинальное название           | Роль               |
| --------- | - | --------------------------- | ------------------------------- | ------------------ |
| 2000—2002 | с | Чудаки                      | Jackass                         | в роли самого себя |
| 2001      | ф | —                           | CKY 3                           | тусовщик           |
| 2002      | ф | Чудаки                      | Jackass: The Movie              | в роли самого себя |
| 2003      | ф | Ангелы Чарли: Только вперёд | Charlie's Angels: Full Throttle | Айриш Хенчман      |
| 2003—2006 | с | Дикари                      | Wildboyz                        | в роли самого себя |
| 2006      | ф | Тупицы                      | TV: The Movie                   | Иисус              |
| 2006      | ф | Чудаки 2                    | Jackass: Number Two             | в роли самого себя |
| 2007      | ф | То что мы делаем — тайна    | What We Do Is Secret            | чёрный Рэнди       |
| 2010      | ф | Чудаки 3D                   | Jackass 3D                      | в роли самого себя |
| 2010      | ф | Где-то                      | Somewhere                       | Сэмми              |
| 2012      | с | Воспитывая Хоуп             | Raising Hope                    | Альберт            |
| 2018      | ф | Игра окончена, чувак!       | Game Over, Man!                 | в роли самого себя |
| 2018      | ф | Точка отрыва                | Action Point                    | Бенни              |